# Bruce Tulloh
Michael Bruce Swinton Tulloh (* 29. September 1935 in Datchet, Berkshire; † 28. April 2018 in Marlborough, Wiltshire) war ein britischer Mittel- und Langstreckenläufer. Der 1,71 m große und in seiner Wettkampfzeit nur 54 kg schwere Tulloh war auf den Strecken von der Meile bis 10.000 Meter aktiv.

## Leben
Als Tulloh als Berufssoldat 1955 aus Hongkong zurückkehrte, begann er mit ernsthaftem Training. 1959 wurde Tulloh Meister der britischen AAA über 3 Meilen. Auf dieser Strecke stellte er 1960 in 13:17,2 Minuten einen neuen britischen Rekord auf. Bei den Olympischen Spielen in Rom schied er aber über 5000 Meter bereits im Vorlauf aus.
1961 verbesserte er den 3-Meilen-Rekord auf 13:12,0 Minuten. 1962 gewann er den 5000-Meter-Lauf bei den Europameisterschaften in Belgrad. In 14:00,6 Minuten lag er knapp vor dem Polen Kazimierz Zimny und dem Russen Pjotr Grigorjewitsch Bolotnikow, der 1960 in Rom und 1962 in Belgrad über 10.000 Meter erfolgreich war. Ende November 1962 fanden in Perth die British Empire and Commonwealth Games statt. Tulloh wurde über drei Meilen Vierter in 13:37,91 Minuten, dreieinhalb Sekunden hinter dem Sieger Murray Halberg. Auch über eine Meile gewann mit Peter Snell ein Neuseeländer, in diesem Finale wurde Tulloh Neunter und Letzter.
Nachdem er 1962 und 1963 AAA-Meister über drei Meilen geworden war, wechselte er auf die noch längeren Strecken. 1966 stellte er in 27:23,78 Minuten einen neuen britischen Rekord über sechs Meilen auf. Bei den Europameisterschaften 1966 in Budapest wurde er über 10.000 Meter Sechster in 28:50,4 Minuten.
Nach seiner Karriere war der ausgebildete Agrarwissenschaftler, der allerdings 20 Jahre als Biologielehrer an einer Oberschule arbeitete, auch als Seniorenleichtathlet aktiv. Als Trainer betreute er unter anderem den Marathonläufer Richard Nerurkar.
Auch wenn er 1969 4627 km in 64 Tagen quer durch die USA gelaufen ist, so betonte er doch, dass Training immer wieder mit hoher Intensität an Leistungsgrenzen zu gehen habe. Als Barfußläufer war er in der Lage, die Ermüdung beim Lauf auf mehr Muskelgruppen zu verteilen.

## Bestzeiten
- 1500 Meter: 3:46,7 Minuten (1963)
- 5000 Meter: 13:49,4 Minuten (1964)
- 10.000 Meter: 28:50,4 Minuten (1966)